# 葵梶葉文染分辻が花染小袖
葵梶葉文染分辻が花染小袖（あおいかじのはもんそめわけつじがはなぞめこそで）は、荻田長繁が大坂の陣における戦功により徳川家康から拝領し、延享5年（1748年）以降、神奈川県川崎市川崎区にある明長寺に所蔵されている辻が花染の小袖である。高度な絞り染めの技術によって描き出された加茂葵、梶葉の文様などがその特徴として挙げられる、辻が花染小袖の完成形とされており、重要文化財に指定されている。

## 葵梶葉文染分辻が花染小袖の特徴
16世紀以降、直垂のような伝統的な袖の大きな大袖の下に着用していた小袖が表衣化していく。また表衣化した小袖の下に着用する、肌着としての小袖も発達していく。また大袖の模様は主に織りによって付けられていたが、16世紀以降発達する小袖では、染色によって模様を付けることが主流となる。そのような衣服の転換期であった16世紀前半から17世紀初頭にかけて、絞り染めを主な染色法として、線描、刺繍などの技法も交えた模様染が盛んに行われた。これが辻が花染である。
葵梶葉文染分辻が花染小袖は他の徳川家康着用と伝えられている衣服とその特徴がよく一致している。材質、形態的にも桃山時代の小袖の特徴をよく示している。

### 材質
材質は絹である。表地は練緯（ねりぬき）地で、裏地は白練糸の平織である平絹地であり、薄綿入りの袷仕立てのため、通常の小袖よりもやや厚めである。
練緯とは経糸（たていと）に練りの工程を経ない生糸、緯糸（よこいと）にセリシンなどを除去した練糸で織られた平織の絹織物である。室町時代中期以降、安土桃山時代から江戸時代の初頭にかけて広く用いられた。練緯地は薄手でかつ張りがある生地であるため、辻が花染の特徴である縫い絞り染めによって様々な文様を染め出すことが出来た。そのため多くの辻が花染では練緯地が用いられた。しかし天正年間から慶長年間にかけて、日本に繻子織やちりめんの技法が伝えられると急速に使われないようになり、慶長年間より後になるとほとんど見られなくなる。また練緯地は練りの工程を経ない生糸が使用されている経糸の痛みが早く、経糸が切れることによる横方向の亀裂が進みやすい。葵梶葉文染分辻が花染小袖でも横切れが多数確認されており、慶長年間までに作られた辻が花染小袖の特徴を示している。

### 型

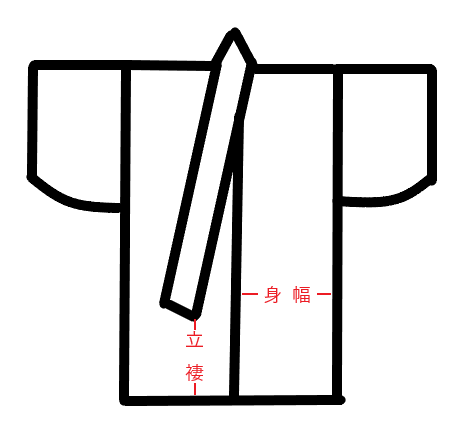
小袖の身幅と立褄、(福島 2018)を参考に作図。

寸法は、身丈128.5センチメートル、裄（ゆき）58.5センチメートル、袖丈48.5センチメートル、襟幅14.2センチメートル、後身幅38.0センチメートル、立褄（たてづま）36.0センチメートルである。
小袖は、時代によってその型が変わっていくことが知られている。中でも中世末期から近世初頭にかけては、前述のように大袖の装束系の衣服から袖口が小さな小袖が衣類の中心的存在となっていく時代に当たっており、小袖の形態的にも転換期となっていた。中世末期から近世初頭の小袖は、身幅が広い、立褄が短いなど、近世初頭以降の小袖とはその型が大きく異なる。江戸時代中期には身幅は約30センチメートル、立褄は60センチメートルから70センチメートルになっており、葵梶葉文染分辻が花染小袖は他の徳川家康が使用したと伝えられている辻が花染小袖と同様に、後世の小袖と比較して広い身幅、短い立褄となっており、中世末期から近世初頭に製作された小袖の型を示している。

### 染色とデザイン
中世末期から近世初頭にかけての小袖のデザインは、一定の区画に模様を配置する「肩裾」、「段替り」、または全体に模様を配置する「総模様」を採っていた。葵梶葉文染分辻が花染小袖は肩と裾を紫色に染め、腰回りを白地とした上で、肩や裾に模様を配置する「肩裾」形式のデザインである。
戦国時代の故実家、伊勢貞順が天文17年（1548年）に著した武家故実書には、武家の小袖は腰回りが白地の「腰明き」で紋付きのものが正装として好ましく、腰回りが白地ではないものは略装であるとしている。葵梶葉文染分辻が花染小袖は腰回りが白地の「腰明き」であり、武家故実に準拠したデザインとなっている。なお武家故実における正装としての小袖である「腰明き」は、後に江戸時代中期以降の武家小袖のスタイルである「熨斗目」へと形式化されていく。葵梶葉文染分辻が花染小袖は熨斗目小袖の源流であるとも評価されている。
模様は、まず背中、袖、胸の合計五か所に三つ葉葵の紋を付けている。三つ葉葵紋の大きさは直径約8.5センチメートルであり、円形に白く染め抜いた上に萌黄色、鶸色、紫色、黄色の4色の糸で刺繍して紋章を描き出している。5つの三つ葉葵紋はそれぞれ異なった色糸の組み合わせで刺繍されており、全て違った色使いの紋に仕上がっている。肩と裾には加茂葵、腰部の白地は梶葉を絞り染めの技法で描き、梶葉の茎は墨による手書きの描線で表現している。そして加茂葵、梶葉とも、絞り染めの技法を用いて葉に1、2滴の露を配している。このように高度な絞り染めの技法を駆使して加茂葵、梶葉や、葉の上の露を優美かつ繊細に表現しており、辻が花染小袖の完成形であり、全体として素朴さを失わない中に気品や瀟洒な雰囲気が感じられる優品であると評価されている。
模様の全体的な配置は、服地の余白部分を生かしながら全体的な効果を考えつつ模様を散らしている。これは服を着用した家康の嗜好の反映であると考えられるとともに、絞りの技術的な進歩に伴ってより洗練されたデザインを見せるようになった、辻が花染め後期の特徴の一つを示すものとされる。また葵梶葉文染分辻が花染小袖のような紫、白を染め分けた地色の上に模様を散らす意匠は、豊臣秀吉、徳川家康所用とされる辻が花染めに多く見られ、安土桃山時代から江戸時代初頭にかけての、支配層の武士が着用した衣服のデザインに見られる特徴であったと考えられている。
そして安土桃山時代から江戸時代初期にかけて、徳川家の支配が確固になるにつれて三つ葉葵紋の紋章としての様式が定まっていくが、葵梶葉文染分辻が花染小袖の三つ葉葵紋は、配置場所が様式が定まった後の位置とは異なっており、様式がまだ固定していない時期のものであることがわかる。

## 徳川家康の衣類と葵梶葉文染分辻が花染小袖

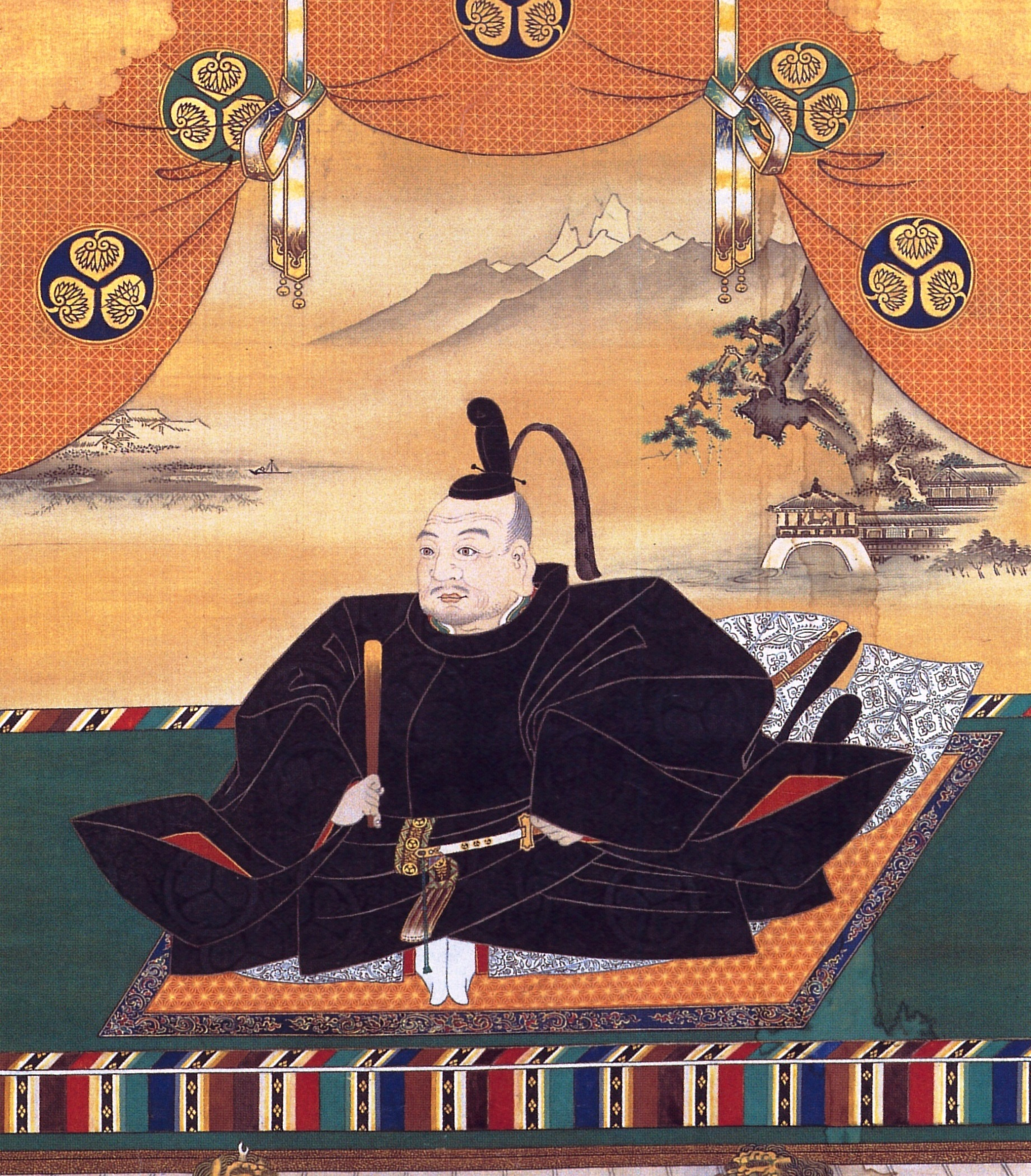
徳川家康

徳川家康が着用したと伝えられている辻が花染め小袖の数は35点確認されている。これは現存する辻が花染め小袖の大多数を占める。また家康が着用したとされる辻が花染小袖のうち、葵梶葉文染分辻が花染小袖など15点が保存状態が良い貴重な服飾資料として、重要文化財に指定されている。

### 下賜と形見分け
家康着用と伝えられている衣服は、伝世した経緯によって２つに分けられる。まず葵梶葉文染分辻が花染小袖のように、戦功に対する褒賞などで家康から家臣へ下賜したものである。もう一つは家康の没後、形見分けとして家康の親族である御三家に分与されたものである。家康の侍医を務めた板坂卜斎は、家康は豊臣秀吉在世の頃から、出入りの呉服商であった茶屋四郎次郎などの上等な小袖を、臣下に気前よく下賜していたと記録している。
死後、東照大権現として神格化されたため、家康の衣服は大切な品として保存されるようになり、比較的多く衣服が現在まで残った。とりわけ臣下が拝領した衣服は先祖の名誉、誇りとして極めて重要な家宝となって、形見分けとして分与を受けた御三家を上回る丁重な扱いをされていたと考えられる。
なお、大坂の陣の戦功に対する褒賞として下賜された葵梶葉文染分辻が花染小袖は、家康の最晩年に製作、着用していたものであると考えられている。

### 家康の「お肌付き」
家康から下賜された衣服の中では、羽織のような表衣よりも、肌に近い「お肌付き」の小袖の方が家康による親近感の現れとして名誉なものとされた。また三つ葉葵の紋がついているものは、ついていないものよりも格上である。
三つ葉葵の紋付きの家康遺品の衣服は下賜用に作られたものではなく、家康本人が着用するために作られたと考えられている。また前述のように葵梶葉文染分辻が花染小袖のデザインは伝統的な肩裾形式であり、これらのことから通常家康が使用していた「お肌付き」の肌着を、大坂の陣で戦功を挙げた荻田長繁に、大きな功績を挙げたことを賞するために下賜したと考えられる。

## 葵梶葉文染分辻が花染小袖を下賜された荻田長繁

### 上杉家に仕えた前半生
後に徳川家康から葵梶葉文染分辻が花染小袖を下賜されることになる荻田長繁は、永禄5年（1562年）に生まれた。父の荻田孫十郎は上杉謙信に仕えた武将の一人であったが、長繁が幼い頃に亡くなり、父を亡くした長繁は母によって育てられた。『新編武蔵風土記稿』に記されている荻田長繁の子孫が所持していた古文書によれば、天正5年2月17日（1577年3月6日）、長繁は上杉謙信から「長」の一字を拝領している。
上杉謙信は天正6年3月13日（1578年4月19日）に没した。妻を娶らず実子が無かった謙信の後継者として、養子の上杉景虎と上杉景勝が候補となった。景虎と景勝は後継を巡って争い、上杉家の家中を二分する激しい抗争である御館の乱が起きた。長繁は御館の乱では景勝側に立って活躍した。中でも天正7年2月1日（1579年2月26日）に景虎側の主力武将の一人、北条景広を討ち取った功績は大きかった。2月3日には長繁の功績を称える景勝からの感状が出され、御館の乱が景勝の勝利に終わった後、長繁は糸魚川城主となった。
その後長繁は青海の勝山城主となった。しかし長繁は文禄3年（1594年）までは上杉景勝の家臣であったことが確認されているが、その後、上杉家中を離れた。長繁が上杉家中を離れた時期や理由には諸説がありはっきりとしない。その後いったん豊臣秀次の家臣となったとの説もあるが、やがて徳川家康の子、結城秀康の家臣となった。

### 大坂の陣での活躍と葵梶葉文染分辻が花染小袖の下賜

大坂夏の陣屏風

結城秀康に仕えることになった荻田長繁であったが、当初は低い地位に置かれていた。しかし秀康の父、家康が御館の乱時における長繁の活躍ぶりを知ると、これほどの武勇の士を粗末に扱うものではないとして、1万石に加増させたと伝えられている。
結城秀康の死後は子の松平忠直に仕え、大坂の陣では忠直の重臣として出陣し、活躍した。慶長20年5月10日（1615年6月6日）、二条城において徳川家康、徳川秀忠が松平忠直の戦功を賞した際に、荻田長繁ら忠直の重臣も家康、秀忠から直接戦功を讃えられ、その場で長繁は恩賞として1万石が加増された。更に忠直からも5千石が加増され、合計2万5000石となったと伝えられている。後述の荻田長繁の孫、長磐による覚書、新編武蔵風土記稿の記述や明長寺に所蔵されていた証文の内容などから、この二条城における大坂の陣戦功の論功行賞時に、荻田長繁は家康から葵梶葉文染分辻が花染小袖を拝領したものと考えられている。

### 松平光長に仕える
元和9年（1623年）、松平忠直は不行跡などを理由に改易され、豊後に配流となった。忠直の跡は子の松平光長が継ぐことにはなったが、寛永元年（1624年）3月、叔父である高田藩主松平忠昌との国替えとなった。国替え後の高田藩において重臣層の中核を担ったのは、荻田長繁ら結城秀康以来の家臣であった。
荻田長繁は高田藩の次席家老となって高田城下に屋敷を持ちながら、糸魚川の清崎城代となり、1万4000石を領するようになった。前述のようにかつて長繁は御館の乱後に糸魚川城主となっており、糸魚川に復帰した形となった。

## 越後騒動と荻田家

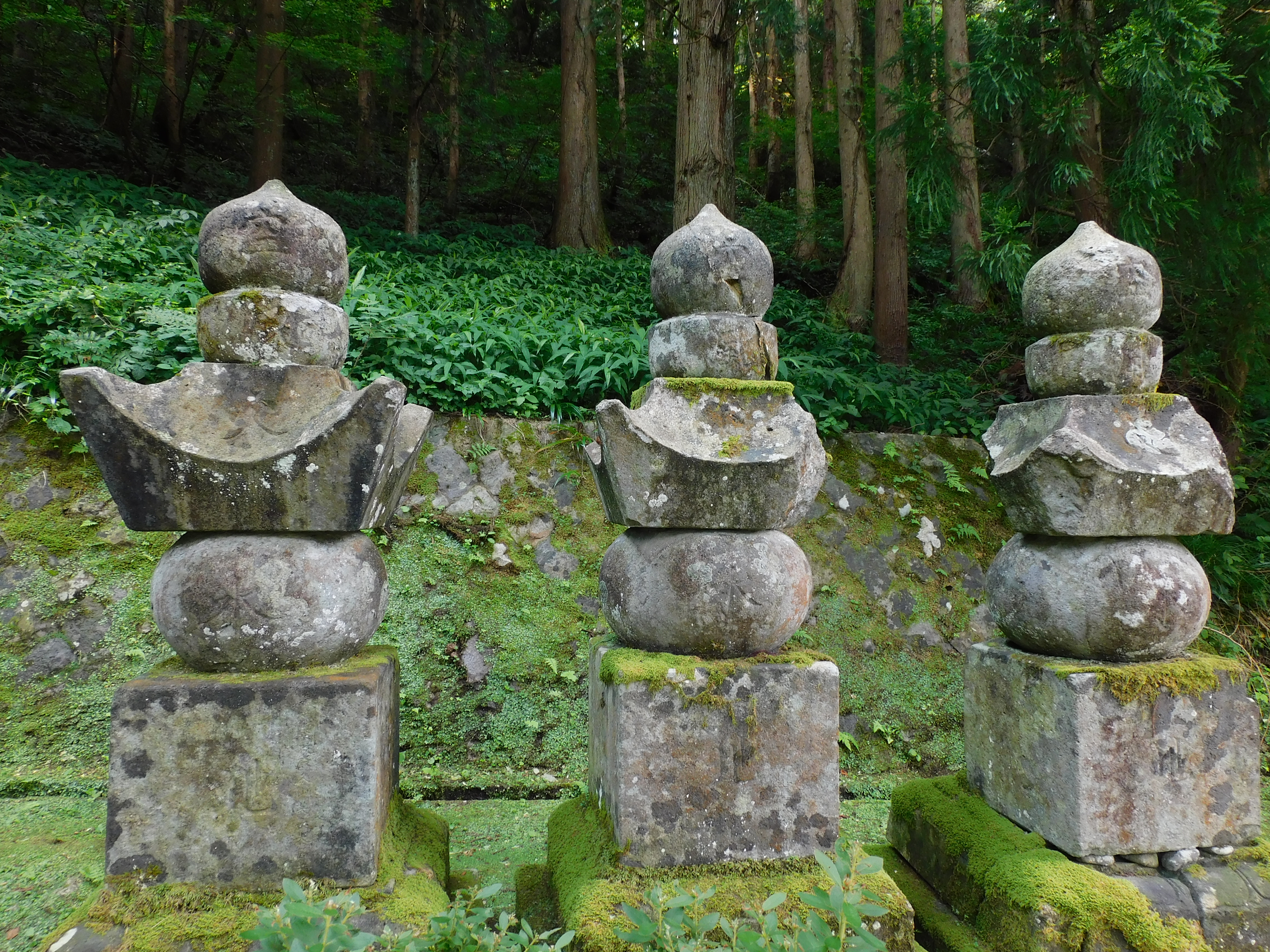
糸魚川市龍光寺にある荻田氏三代の墓。中央が荻田長繁、左が荻田勝定、右が荻田長磐の墓

荻田長繁の後は、子の荻田勝定、続いて孫の荻田長磐が高田藩次席家老、清崎城代を勤めた。寛文5年12月27日（1666年2月1日）に発生した越後高田地震時、冬季の積雪の上に激しい地震動が加わって高田城下の荻田家の屋敷は倒壊し、長磐は圧死した。荻田長磐の跡は子の荻田本繁が継いだ。なお荻田長磐は祖父、長繁が大坂夏の陣での戦功を賞され、「家康公の御肌着」を賜ったとの内容を含む覚書を残している。この覚書の最終の記述は承応2年12月21日（1654年2月8日）であり、大坂の陣の後、約40年後に記述された覚書であると推定されている。
越後高田地震後、荻田本繁は筆頭家老の小栗美作とともに藩主松平光長を補佐し、藩政を担っていた。筆頭家老の小栗美作は藩の実権を握り、地震からの復興と藩政改革を押し進めた。そのような中、延宝2年（1674年）、藩主光長の嫡子、松平綱賢が亡くなった。綱賢には男子は無く、藩主光長にも綱賢以外の男子が無かったため、高田藩としては後継者を決めなければならなかった。結局、小栗美作が推す藩主光長の弟、永見市正の子、万徳丸が後継者に決定した。
延宝7年（1679年）1月、高田藩士の約3分の1にあたる700名から800名の藩士が、荻田本繁に小栗美作らの非法を訴える誓詞を提出する。これは藩政改革を押し進める小栗美作の施策に対する藩士、領民らの反発に加え、嫡子綱賢が亡くなった後の後継者決定問題が尾を引いていた。その後、高田藩では小栗美作派「逆意方」と荻田本繁派「お為方」が激しく対立する越後騒動が始まる。幕府は藩主光長の親族である大名家とともに調停を行ったが不調に終わり、結局騒動は幕府評定所による裁定に委ねられることになり、延宝9年10月19日（1679年11月22日）、将軍徳川家綱の上意によって、お為方の主要メンバーが諸藩に預けられることになった。一方、逆意方に対する処罰は無かった。お為方のリーダーであった荻田本繁は、松江藩預けとなった。また本繁の2人の男子、荻田民部と荻田久米之助も父とともに松江藩預けとなった。荻田父子を預かることになった松江藩は、松江城内に荻田配所を立てて収容、監視することになった。
お為方の処罰後、不満を募らせたお為方藩士の脱藩が相次ぎ、領民も幕府の諸国巡見使に高田藩の失政について訴訟を行うなど、騒動が沈静化することは無かった。延宝8年（1680年）末には幕府評定所による再吟味が決定され、延宝9年6月21日（1681年8月4日）には将軍徳川綱吉による親裁が行われた。結局、藩主松平光長は改易され、逆意方の小栗美作親子は切腹、そしてお為方の荻田本繁は八丈島に遠島と、高田藩、そして逆意方、お為方双方にとって厳しい判決が下された。父、荻田本繁が八丈島に遠島になった後も、子の荻田民部と荻田久米之助は松江藩預かり処分が継続され、松江城内の荻田配所での生活が続いた。

## 明長寺の所有となる

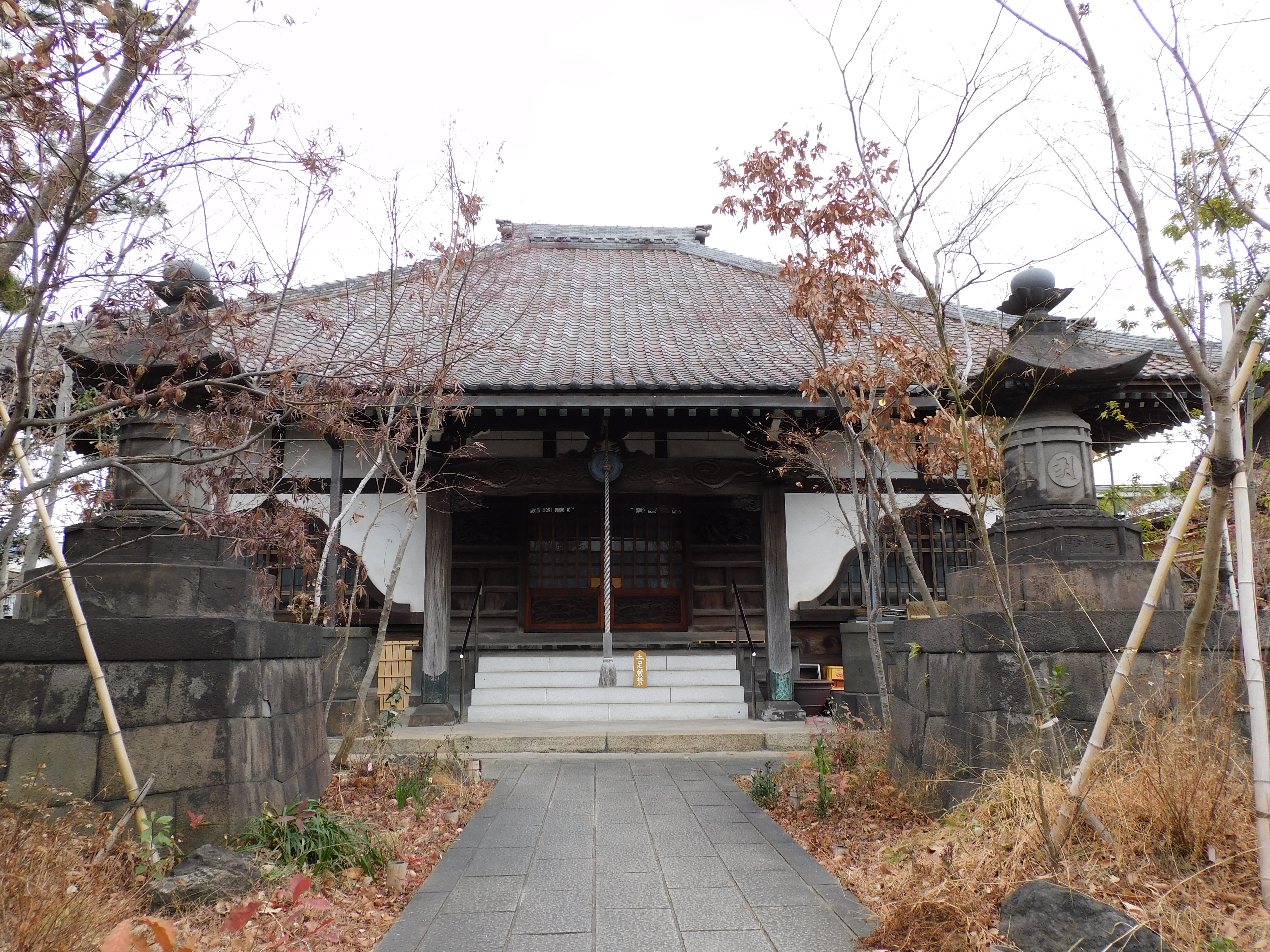
明長寺

元禄15年（1702年）、荻田民部と荻田久米之助は赦免され、松江の地を去った。松江を去った荻田民部と荻田久米之助は、母を頼って武蔵国大師河原村にやって来た。なぜ荻田民部と荻田久米之助の母が大師河原村に住んでいたのかというと、荻田家の馬喰の出身地が大師河原村であり、そのつてを頼ったものと伝えられている。
久米之助の子孫は大師河原村で暮らし、やがて農業を営むようになった。久米之助の孫と伝えられる荻田幸之助は、延享5年（1748年）5月、大師河原村の名主、池上幸豊と相談の上、これまで持っていた葵梶葉文染分辻が花染小袖を明長寺に預けることにした。明長寺は延享5年に葵梶葉文染分辻が花染小袖を預かった際に交わした証文を所有していたが、昭和8年（1933年）に盗難に遭い、写ししか残されていない。なお明長寺に預けることになった理由は、名主池上幸豊が明長寺の信徒総代を務めていたからであると言われている。
また新編武蔵風土記稿によれば、荻田長繁の末裔である百姓五百次郎は、大坂の陣に際して長繁が拝領した家康の肌着を持っていたが、家は貧しくてわずかの田畑を耕し、野菜を作って市場に売るなどして生活しており、このような卑しい家が家康の肌着を持ち続けることをはばかり、延享5年に大師河原村の明長寺に預けることになったと説明した上で、葵梶葉文染分辻が花染小袖の形状について詳しく紹介している。
明長寺に預けた後、川崎大師に将軍が参詣した際、大師河原の荻田家は将軍に葵梶葉文染分辻が花染小袖を見せたと伝えられている。荻田家は将軍から仕官の沙汰があるのではと期待していたが、葵梶葉文染分辻が花染小袖の由緒を聞いた将軍はひとこと、「大切にせよ」と語っただけであったという。

## 重要文化財指定に至る経緯
昭和36年（1961年）9月19日、桃山時代の辻が花染めの特徴を示す貴重な工芸品であるとして、葵梶葉文染分辻が花染小袖は川崎市の重要歴史記念物に指定された。しかしその知名度は低かった。
川崎市の文化財担当者は文化庁に葵梶葉文染分辻が花染小袖を持参し、専門家に見分してもらうことになった。最初、無造作にインクが置かれているような事務室で包みを開け始めたところ、対応した技官の顔色が一変し、「そのままにしてください！」と言われ、庁内各所に連絡を取った結果、文化庁の高官の部屋を借りて見分を行うことになった。集まった担当者たちは皆驚いて「東京の付近で今までこんなものがあろうとは思わなかった」との感想を述べたという。
その後、昭和46年（1971年）6月22日、葵梶葉文染分辻が花染小袖は重要文化財に指定された。